# Myszoskoczka beludżystańska
Myszoskoczka beludżystańska (Gerbillus nanus) – gatunek ssaka z podrodziny myszoskoczków (Gerbillinae) w obrębie rodziny myszowatych (Muridae), występujące w południowo-zachodniej Azji.

## Zasięg występowania
Myszoskoczka beludżystańska występuje na Bliskim Wschodzie i w południowym Azji zamieszkując w zależności od podgatunku:
- G. nanus nanus – Egipt (Synaj), Izrael, Jordania, Irak, Iran, Afganistan, Pakistan i północno-zachodnie Indie.
- G. nanus arabius – Arabia.
- G. nanus mimulus – północny i środkowy Jemen.
- G. nanus setonbrownei – Muhafazat Szamal al-Batina u wybrzeży Omanu.

## Taksonomia
Gatunek po raz pierwszy zgodnie z zasadami nazewnictwa binominalnego opisał w 1875 roku brytyjski zoolog i geolog William Thomas Blanford nadając mu nazwę Gerbillus nanus. Holotyp pochodził z Gedrozji, w Pakistanie.
Filogeneza molekularna wykazała monofiletyczność G. nanus i siostrzane pokrewieństwo z G. henleyi. Inne badania wykazały dwa odległe allopatryczne klady G. nanus (jeden zawierający okazy z Izraela i Pakistanu, a drugi z okazami z Mali, Mauretanii i Libii), pomimo podobnych kariotypów, ale z bardzo dużą zmiennością. Konieczne są dalsze badania, aby ustalić związki G. nanus między innymi z G. amoenus. G. nanus może obecnie podlegać stopniowej specjacji. Autorzy Illustrated Checklist of the Mammals of the World rozpoznają cztery podgatunków.

### Etymologia
- Gerbillus: fr. gerboa lub jerboa „myszoskoczek”, od arab. ‏جَرْبُوع‎ jarbū „mięśnie grzbietu i lędźwi”; łac. przyrostek zdrabniający -illus[13].
- nanus: łac. nanus „karzeł”, od gr. νανος nanos „karzeł”[14].
- arabius: Arabia[15].
- mimulus: łac. mimulus „mały imitator”, od mimus „imitator”, od gr. μιμος mimos „imitator, naśladowca”; łac. przyrostek zdrabniający -ulus[16].
- setonbrownei: Seton Brown[15].

## Morfologia
Długość ciała (bez ogona) 72–110 mm, długość ogona 80–145 mm, długość ucha 7–14 mm, długość tylnej stopy 19–30 mm; masa ciała 14–29 g.

## Biologia
Myszoskoczka beludżystańska żyje na pustyniach i półpustyniach, terenach uprawnych i w ogrodach. Na pustyniach preferuje obszary, w których występuje najwięcej roślinności, takie jak oazay, uedy i skraje równin sebha. Prowadzi naziemny tryb życia.

## Populacja
Zasięg tego gatunku jest bardzo duży i jest on pospolity. Nie są znane zagrożenia dla jego istnienia, występuje w wielu obszarach chronionych. Międzynarodowa Unia Ochrony Przyrody uznaje go za gatunek najmniejszej troski.